# Alija (artist)
Alija (ryska: Алия Салахова, Alija Salachova), född Alija Salahowa den 8 juni 1982 i Asjgabat i Sovjetunionen, är en vitrysk sångerska med turkmeniskt påbrå. Alija blev känd efter att ha introducerats av producenten Ruslan Rusankov och släppet av singeln "Rembember Me" år 2005.

## Diskografi

### Singlar
- 2005 – "Remember Me"
- 2006 – "Here Comes the Time"
- 2007 – "Believe Me"
- 2009 – "What I Like"
- 2011 – "Forever and Ever"